# ケトンエステル
ケトンエステル(D-beta-hydroxybutyrate-R 1,3-butandiol monoester)はケトン体(3-ヒドロキシ酪酸)と1,3-ブタンジオールのエステルである。不斉合成により化学的に合成される。

## ケトンエステルの生理作用
ケトンエステルは小腸のエステラーゼで急速に加水分解され、ケトン体（3-ヒドロキシ酪酸）と1,3-ブタンジオールが生じ、この形で小腸上皮から吸収される。さらに1,3-ブタンジオールは肝臓においてアルコール脱水素酵素で酸化されてケトン体を生じる。従ってケトンエステルは数分以内に血中のケトン体濃度を急速に増加させることができ、いわゆる「生理的ケトーシス」を誘導することができる。ただケトン体濃度は数時間以内に元のレベルに戻ることが知られており、1日中高いレベルを維持するためには数回摂取することが必要である。ケトンエステルは1日20g程度までは全く無害であることが報告されており、ケトン体とケトンエステルには全く毒性がないことが知られている。ケトンエステルは独特な味と風味がする。ケトンエステルはアルツハイマー型認知症（3型糖尿病）、糖尿病やパーキンソン病などに高い抑制効果が期待できる。

## 生理的ケトーシスの誘導
「生理的ケトーシス」は多くの好ましい生理機能を誘導することが知られている。生理的ケトーシスは骨格筋の解糖を抑制するが、酸化的リン酸化を促進する。またケトンエステルは以下の生理機能を誘導することが知られる。これらの生理機能は全てがケトン体の生理機能から類推されるものであり、ケトン体濃度の増加を介していることは確実である。
1. アスリートの持久力を有意に増加させること[6]
2. 認知機能を維持させること[8]
3. ガン細胞の成長を抑制すること[9]
4. 慢性の心不全を抑制すること[10]

などが報告されている。アメリカでは商品名「HNVMケトンエステル」という商品名で販売されている、日本ではまだ食品添加物として認可されていない。

## ケトン供与体
ケトン供与体は消化管内でケトン体（3-ヒドロキシ酪酸）を放出して生理的ケトーシスを誘導するものと定義されるが、一分子から放出されるケトン体（3-ヒドロキシ酪酸）の数(N)によって3種類に分けられる。ケトン体のナトリウム塩(N=1)の他に、ケトンエステル(N=2)やポリヒドロキシ酪酸(N>1000)などがある。ケトン供与体はケトン体の健康効果をヒトをはじめとした哺乳類に導入するためのツールとして今後健康食品やペットフードでの実用化が期待される。